# Dagmar Gustafson
Dagmar Lovisa Gustafson, född 20 oktober 1895 i Hidingebro i Hidinge församling i Örebro län, död 9 mars 1989 i Johannes församling i Stockholm, var en svensk operasångerska (sopran) och sångpedagog.
Gustafson kom 1923 från Hidingebro till Stockholm. Där studerade hon för Gillis Bratt och även för Ernst Grenzebach i Berlin samt därefter vid Operaskolan i Stockholm. Hon debuterade 1922–1923 som Stefano i Romeo och Julia, Mercedes i Carmen och Zerlina i Fra Diavolo. Hon verkade en tid i Tyskland och sjöng bland annat Leonora i La forza del destino, titelrollen i Madama Butterfly och Lauretta i Gianni Schicchi.
Från 1937 till strax före sin död var hon sångpedagog i Stockholm och räknades där ”bland de verkligt ansedda”. Bland hennes elever märks bland andra Åke Persson (sånglärare) Ingvar Wixell, Sven Erik Vikström, Birgit Stenberg, Göran Stenlund och Rolf Leanderson.
Gustafson var dotter till grosshandlaren Emil Johan Gustafsson och Alda Lovisa Larsson. Gustafson dog ogift och är begravd på Norra begravningsplatsen i Stockholm, där en syster med make vilar.